# Writings and Drawings
Writings and Drawings är en bok släppt 1972 av Bob Dylan. I boken finns Bob Dylans alla låttexter från debutalbumet Bob Dylan 1962 till Bob Dylan's Greatest Hits 1971. Dessutom omfattar boken även några av Dylans dikter och teckningar.